# Sophie Augusta de Holstein-Gottorp
Sophie Augusta de Holstein-Gottorp (5 decembrie 1630 – 12 decembrie 1680) a fost regentă de Anhalt-Zerbst în perioada 1667-1674. A fost fiica lui Frederic al III-lea, Duce de Holstein-Gottorp și a  Ducesei Maria Elisabeta de Saxonia.

## Căsătorie și copii
La 16 septembrie 1649 în Gottorp, ea s-a căsătorit cu Johann al VI-lea, Prinț de Anhalt-Zerbst. Ei au avut 14 copii, dintre care doar patru au atins vârsta adultă:
1. Johann Frederic, Prinț Ereditar de Anhalt-Zerbst (n. 11 octombrie 1650, Zerbst – d. 13 martie 1651, Zerbst).
2. Georg Rudolf, Prinț Ereditar de Anhalt-Zerbst (n. 8 septembrie 1651, Zerbst – d. 26 februarie 1652, Zerbst).
3. Karl Wilhelm, Prinț de Anhalt-Zerbst (n. 16 octombrie 1652, Zerbst – d. 8 noiembrie 1718, Zerbst).
4. Anthony Günther, Prinț de Anhalt-Mühlingen (n. 11 ianuarie 1653, Zerbst – d. 10 decembrie 1714, Zerbst).
5. Johann Adolph (n. 2 decembrie 1654, Zerbst – d. 19 martie 1726, Zerbst).
6. Johann Louis I, Prinț de Anhalt-Zerbst-Dornburg (n. 4 mai 1656, Zerbst – d. 1 noiembrie 1704, Dornburg).
7. Joachim Ernest (n. 30 iulie 1657, Zerbst – d. 4 iunie 1658, Zerbst).
8. Magdalene Sophie (n. 31 octombrie 1658, Zerbst – d. 30 martie 1659, Zerbst).
9. Frederick (n. 11 iulie 1660, Zerbst – d. 24 noiembrie 1660, Zerbst).
10. Hedwig Marie Eleonore (n. 30 ianuarie 1662, Zerbst – d. 30 iunie 1662, Zerbst).
11. Sophie Auguste (n. 9 martie 1663, Zerbst – d. 14 septembrie 1694, Weimar), căsătorită la 11 octombrie 1685 cu Johann Ernst al III-lea, Duce de Saxa-Weimar.
12. o fiică (n./d. 12 februarie 1664, Zerbst).
13. Albert (n./d. 12 februarie 1665, Zerbst).
14. Augustus (n. 23 august 1666, Zerbst – d. 7 aprilie 1667, Zerbst).

După decesul soțului ei în 1667, ea a devenit regentă pentru fiul ei minor Karl Wilhelm, până în 1674.